# Oton (Ervenik)
Oton falu Horvátországban Šibenik-Knin megyében. Közigazgatásilag Ervenikhez tartozik.

## Fekvése
Knintől légvonalban 9, közúton 15 km-re északnyugatra, községközpontjától légvonalban 13, közúton 39 km-re keletre, Dalmácia északi-középső részén, Bukovica területén, a Zrmanja felső folyásától délre fekszik. Nyugatról a Zrmanja szurdokvölgye, északról Kobilice, keletről Radljevac határolja. Három településrésze Polje, Brdo és Bender. Benderen halad át a Knin-Gračac vasútvonal.

## Története
A falu területe a római korban Burnum városának környékéhez tartozott. Erre utal egy itt talált Jupiternek szentelt felirat. A szerbek betelepülése a 16. század elején kezdődött. Knin környékén már 1511-ben nagy számú szerb lakosság érkezett, majd főként Bosznia és Hercegovina területéről 1523 és 1527 között Dalmácia területére is sok szerb települt. Feltételezhető, hogy a 17. század első felében a térség lakosságának többsége még katolikus volt. A 17. században a faluba pravoszláv csoportok is települtek. B. Desnica említi a kotari uszkókokról írt művében, hogy 1692-ben a boszniai Bilajból új lakosok érkeztek, mintegy ötezer fő települt több bukovicai falu, Plavno, Zrmanju, Pađene, Oton és Mokro Polje területére. A következő századokban a környező falvak lakossága már mind pravoszláv többségű volt. A településnek 1857-ben 799, 1910-ben 992 lakosa volt. Az első világháború után előbb a Szerb-Horvát-Szlovén Királyság, majd Jugoszlávia része lett. 1991-ben már csaknem teljes lakossága (több mint 98 százalék) szerb nemzetiségű volt. Lakói még ez évben csatlakoztak a Krajinai Szerb Köztársasághoz. A horvát hadsereg 1995 augusztusában a Vihar hadművelet során foglalta vissza a települést. Szerb lakói elmenekültek. A településnek 2011-ben 164 lakosa volt.

## Lakosság
| Lakosság változása | Lakosság változása | Lakosság változása | Lakosság változása | Lakosság változása | Lakosság változása | Lakosság változása | Lakosság változása | Lakosság változása | Lakosság változása | Lakosság változása | Lakosság változása | Lakosság változása | Lakosság változása | Lakosság változása | Lakosság változása |
| ------------------ | ------------------ | ------------------ | ------------------ | ------------------ | ------------------ | ------------------ | ------------------ | ------------------ | ------------------ | ------------------ | ------------------ | ------------------ | ------------------ | ------------------ | ------------------ |
| 1857               | 1869               | 1880               | 1890               | 1900               | 1910               | 1921               | 1931               | 1948               | 1953               | 1961               | 1971               | 1981               | 1991               | 2001               | 2011               |
| 799                | 844                | 788                | 859                | 904                | 992                | 905                | 961                | 991                | 1.037              | 1.022              | 954                | 804                | 699                | 168                | 164                |

## Nevezetességei
Szent Illés próféta tiszteletére szentelt szerb pravoszláv temploma 1702-ben épült. A templom a Sudari településrészen levő temetőben áll. Egyhajós, kőből épített, hosszúkás épület, délkeleti tájolású, félköríves apszissal. A homlokzatokon vakolat nyomai láthatók, míg a templom belseje teljesen vakolt. A hajó csúcsíves boltozatú, amely felett a nyeregtetőt fémlemez borítja. Az apszis belsejét félkupola fedi. A főhomlokzaton téglalap alakú, kőkeretes ajtó és profilozott áthidaló, fölötte félkör alakú lunetta található. A homlokzat oromzatának közepén egy kőrozetta, az oromzat tetején pedig egy szabályos kövekből rakott harangdúc áll, mely három harang számára van kialakítva. A templomban két ikoncsoportot tartalmazó ikonosztáz található. A templom eredetileg középkori, román stílusú (lunetta, félkör alakú apszis) templom volt, gótikus (boltozat) elemekkel. Valószínűleg a 19. században kereszthajót építettek hozzá, és új ablaknyílásokat, ajtókereteket és a bejárati portálra profilozott áthidalót kapott.